# Vaccinieae
Vaccinieae, tribus vrjesovki, dio potporodice Vaccinioideae. Ime je dobila po tipičnom rodu Vaccinium, odnosno borovnici koji je sa 446 vrsta rasprostranjen po Euroaziji i Sjevernoj i Južnoj Americi, te po dijelovima Afrike.

## Istraživanja
Pleme borovnice (Vaccinieae) je velika i morfološki raznolika skupina koja je rasprostranjena u umjerenom i tropskom pojasu većine kontinenata. Najveća raznolikost vrsta je u tropima, gdje su Vaccinieae glavna komponenta planinskih oblačnih šuma. Generička ograničenja su slabo shvaćena, a mnogi znakovi koji se tradicionalno koriste ne uspijevaju adekvatno razlikovati svojte. Ova studija je analizirala podatke o sekvencama iz kloroplastnog matK gena i nrITS regije za 93 vrste Vaccinieae, koje predstavljaju 28 rodova, i 16 sekcija (od ~33 trenutno priznatih) Vaccinium. Rezultati su pokazali da, općenito, tradicionalne generičke granice nisu potvrđene, ali je pronađeno nekoliko dobro podržanih klada: andska klada (uključujući barem neke članove, 18 od 23 neotropska roda uzorkovana), mezoamerička/karipska klada, istočnomalezijska klada (uključujući taksone Starog svijeta Paphia i Dimorphanthera), klada Agapetes kojia se sastoji od nekih azijskih Vaccinium i Agapetes, i klada Bracteata-Oarianthe (Vaccinium spp.). Ova je studija prva koja se bavi filogenetskim odnosima među članovima Vaccinieae na svjetskoj razini, a rezultati pokazuju da veliki rod Vaccinium nije monofiletski, već vjerojatno predstavlja skupinu razreda iz koje se razvilo nekoliko specijaliziranijih klada.

## Rodovi
1. Vaccinium L. (459 spp.)
2. Rigiolepis Hook. f. (26 spp.)
3. Costera J. J. Sm. (10 spp.)
4. Gaylussacia Kunth (57 spp.)
5. Symphysia J. Presl (11 spp.)
6. Agapetes D. Don ex G. Don (110 spp.)
7. Didonica Luteyn & Wilbur (4 spp.)
8. Notopora Hook. f. (5 spp.)
9. Orthaea Klotzsch (37 spp.)
10. Gonocalyx Planch. & Linden ex A. C. Sm. (11 spp.)
11. Dimorphanthera (Drude) F. Muell. (77 spp.)
12. Paphia Seem. (21 spp.)
13. Cavendishia Lindl. (114 spp.)
14. Macleania Hook. (33 spp.)
15. Psammisia Klotzsch (63 spp.)
16. Satyria Klotzsch (25 spp.)
17. Mycerinus A. C. Sm. (3 spp.)
18. Polyclita A. C. Sm. (1 sp.)
19. Anthopteropsis A. C. Sm. (1 sp.)
20. Ceratostema Juss. (36 spp.)
21. Semiramisia Klotzsch (4 spp.)
22. Oreanthes Benth. (7 spp.)
23. Siphonandra Klotzsch (5 spp.)
24. Pellegrinia Sleumer (4 spp.)
25. Disterigma (Klotzsch) Nied. ex Drude (39 spp.)
26. Utleya Wilbur & Luteyn (1 sp.)
27. Sphyrospermum Poepp. & Endl. (30 spp.)
28. Rusbya Britton (1 sp.)
29. Themistoclesia Klotzsch (35 spp.)
30. Plutarchia A. C. Sm. (12 spp.)
31. Anthopterus Hook. (12 spp.)
32. Thibaudia Ruiz & Pav. (73 spp.)
33. Demosthenesia A. C. Sm. (12 spp.)
34. Diogenesia Sleumer (14 spp.)